# Prozatímní ústava
Prozatímní ústava, přijatá jako zákon č. 37/1918 Sb. z. a n., o prozatímní ústavě 13. listopadu 1918 Národním výborem československým, byla první československou ústavou. Vyhlášená byla dne 14. listopadu 1918 v částce VI., ročníku 1918, Sbírky zákonů a nařízení státu československého. Jednalo se o prozatímní, revoluční text navazující na recepční zákon z 28. října 1918. Měla pouze 21 paragrafů rozdělených do 4 oddílů a výslovně neupravovala formu státu, byť stanovila, že rozsudky se vyhlašují jménem republiky a taktéž hovořila o prezidentovi republiky. Na jejím základě vznikly nejvyšší státní orgány. Neměla vlastní ustanovení o občanských právech, kde odkazovala na základní zákon státní o obecných právech občanů státních, tj. na zákon č. 142/1867) ř. z., který byl součástí prosincové ústavy.
Byla celkem dvakrát novelizována:
- zákonem č. 138/1919 Sb. z. a n. vyhlášeném a účinném dne 19. března 1919 byl změněn jen § 1 a byl tak zvýšen počet členů Národního shromáždění na 270, a to navýšením počtů slovenských zástupců.[1]
- zákonem č. 271/1919 Sb. z. a n. vyhlášeném a účinném dne 31. května 1919 proběhla výraznější novelizace, kdy došlo k omezení kompetencí parlamentu a posílení výkonných orgánů (vlády a prezidenta).[2]

## Politický systém
1. Revoluční národní shromáždění vykonávající moc zákonodárnou, kontrolující činnost vlády a prezidenta. Ustavilo se z Národního výboru kooptací poslanců politickými stranami. Pro kooptaci se použily výsledky voleb do Říšské rady z roku 1911. Národní shromáždění volilo prezidenta i vládu. Vládu mohlo přímo odvolat. Poslanců bylo původně 256, v březnu 1919 byl tento počet rozšířen první novelou Ústavy na 270 hlavně ve prospěch zástupců Slovenska.
2. Prezident republiky jako hlava státu volený Národním shromážděním. Prezident neměl obsáhlé pravomoci. (Pravomoci prezidenta byly rozšířeny druhou novelou této Ústavy z roku 1919.)
3. Vláda republiky byla volena Národním shromážděním (novela zavedla jmenování prezidentem). Byla odpovědna Národnímu shromáždění a příslušela jí moc výkonná. K vyslovení nedůvěry Národním shromážděním stačila prostá většina při nadpoloviční účasti poslanců.
Prozatímní ústava ustanovila jednotu moci výkonné a zákonodárné (po vzoru Švýcarska). To se změnilo druhou novelou této Ústavy, čímž došlo k přeměně na parlamentní republiku.